# Floresta Nacional de Pacotuba
A floresta nacional de Pacotuba está localizada no estado de Espírito Santo na região sudeste do Brasil. Obiomapredominante é o da Mata Atlântica.